# Margaret Matilda White
Margaret Matilda White (Belfast, 9 gennaio 1868 – Waihi, 6 luglio 1910) è stata un'infermiera e fotografa neozelandese.

## Biografia
Figlia del mercante irlandese John e di sua moglie Mary Jane Davison. Il padre morì un anno dopo la sua nascita. La madre si risposò con Alexander Orr Polley in Irlanda nel 1876, dal quale ebbe altri due figli. La famiglia decise di emigrare in Nuova Zelanda nel 1886 dove la White arrivò con la nave mercantile "Ionic" il 18 marzo insieme alla madre, al patrigno, al fratello Nathaniel e ai fratellastri Alexander Junior e James Polley.
White lavorava come infermiera volontaria presso il locale ospedale psichiatrico di Auckland, il Whau Lunatic Asylum, ed iniziò anche come apprendista nello studio fotografico di John Robert Hanna nel 1890, a quel tempo piuttosto noto in città. La sua formazione fu quella di colorare e ritoccare le immagini, ma apprese in fretta la chimica e la meccanica tanto che aprì un proprio atelier. Non conosciamo i motivi per cui gli affari non le andarono bene e dovette chiudere lo studio dopo poco tempo, continuando la sua attività fotografica in maniera semi-professionale. Attività che non cessò che con la sua morte.
Fu probabilmente la prima fotografa del suo paese a eseguire fotografie all'interno di un ospedale psichiatrico: immagini su lastre di vetro che continuò a raccogliere al personale inserviente, alle infermiere, ad alcuni ricoverati, alle strutture, agli edifici e ai giardini all'esterno dell'ospedale. Rappresentano una fonte importante della storia del suo paese. Nel 1965 il figlio Albert Sherlock Reed fece dono al Auckland Museum delle centinaia di foto scattate dalla madre. Ebbe anche un altro figlio: Cyril Midford Ferguson, di cui però non sono pervenute altre notizie.
Nel 1900 White sposò il minatore Albert Reed e si dedicò anche ad alcuni gruppi di teatro amatoriale e la coppia andò a vivere nella cittadina di Mackaytown, nella gola di Karangahake, un luogo ove erano attive tre grandi miniere. Nella cittadina erano aperti molti negozi, chiese e alberghi e dove la donna poté fotografare anche le stesse miniere. Importanti sono anche i ritratti e le scene di vita delle popolazioni maori. Il suo nome, come fotografa, è rimasto ignoto, fino al 2016, quando sono riapparse le immagini da lei scattate all'ospedale psichiatrico, collocandola quasi certamente tra i primi del suo paese ad aver ripreso l'interno di manicomi.
White morì di tetano per aver calpestato un chiodo arrugginito.